# Jarosławiec (powiat średzki)
Jarosławiec – osada w Polsce, położona w województwie wielkopolskim, w powiecie średzkim, w gminie Środa Wielkopolska. Osada jest siedzibą sołectwa Jarosławiec w którego skład wchodzi Marcelin i Urniszewo.
| SIMC    | Nazwa    | Rodzaj     |
| ------- | -------- | ---------- |
| 0596926 | Marcelin | przysiółek |

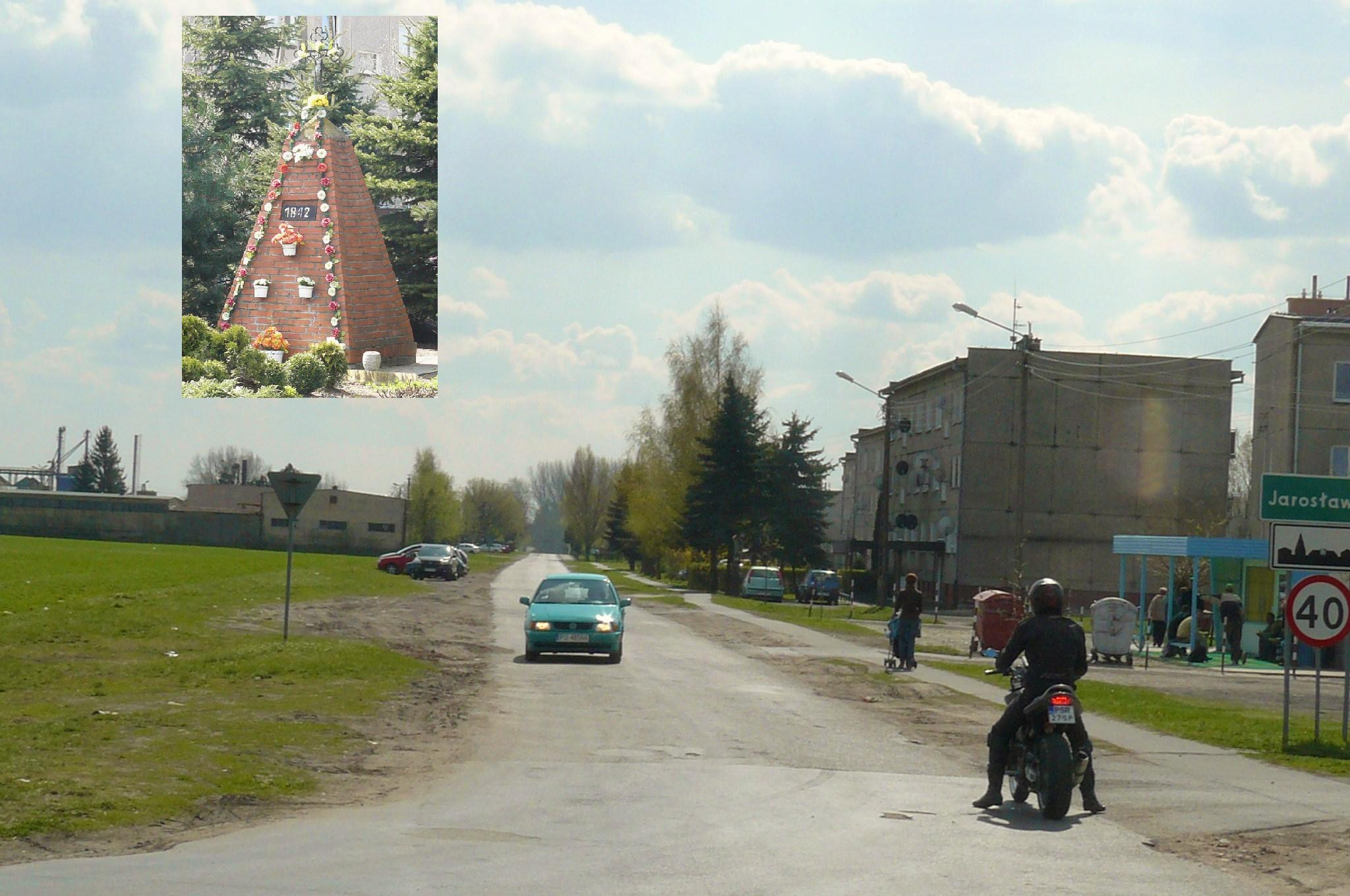
Północna część wsi i mastaba powstańcza

We wsi modernistyczny kościół (kaplica pw. Miłosierdzia Bożego), szkoła podstawowa (murowana z początków XX wieku), zabytkowy dwór z parkiem, tzw. Napoleonówka z 1802 (zbudowany przez Zabłockich), przebudowany w latach 1975–1976. Wokół rozpościera się park krajobrazowy z początku XIX wieku, o powierzchni 5,2 ha. Oprócz tego stoi tu kolonia mieszkalna i zespół folwarczny z przełomu XIX i XX wieku. Zabytkowy jest także dom nr 14 z 1. dekady XX wieku.
Gospodarstwo Wdrożeniowo-nasienne powstałe na bazie dawnego PGR, dawna własność fundacji Zamoyskiego (Zakłady Kórnickie).
11 kwietnia 1848 w Jarosławcu podczas powstania wielkopolskiego 1848 roku została podpisana ugoda pomiędzy powstańcami a stroną pruską, co upamiętnia znajdująca się w Jarosławcu mastaba.
Przez Jarosławiec przechodzi Transwielkopolska Trasa Rowerowa z Poznania do Siemianic.
W latach 1975–1998 miejscowość administracyjnie należała do województwa poznańskiego.